# Dom (montaña)
El Dom es una montaña suiza en los Alpes Peninos de 4.545 m s. n. m. Forma parte del macizo del Mischabel, del que es su pico más alto. Es la séptima cumbre de la cadena alpina después de dos cimas del macizo del Mont Blanc y cuatro del Monte Rosa. Es el tercer pico más alto de los Alpes suizos. Su nombre proviene del topógrafo Domherr Berchthold.

## Características
Es la cima alpina más alta que se encuentra enteramente en el territorio de una sola nación: Suiza y más exactamente en el cantón del Valais, al oeste de Saas-Fee. Con el gemelo Täschhorn (4.491 m) y la Lenzspitze (4.294 m), constituye el grupo central del macizo del Mischabel.
El Dom es muy visible desde la zona de Milán y en las zonas limítrofes de la Llanura padana en los días de cielo despejado a la derecha del más imponente Monte Rosa en dirección noroeste.

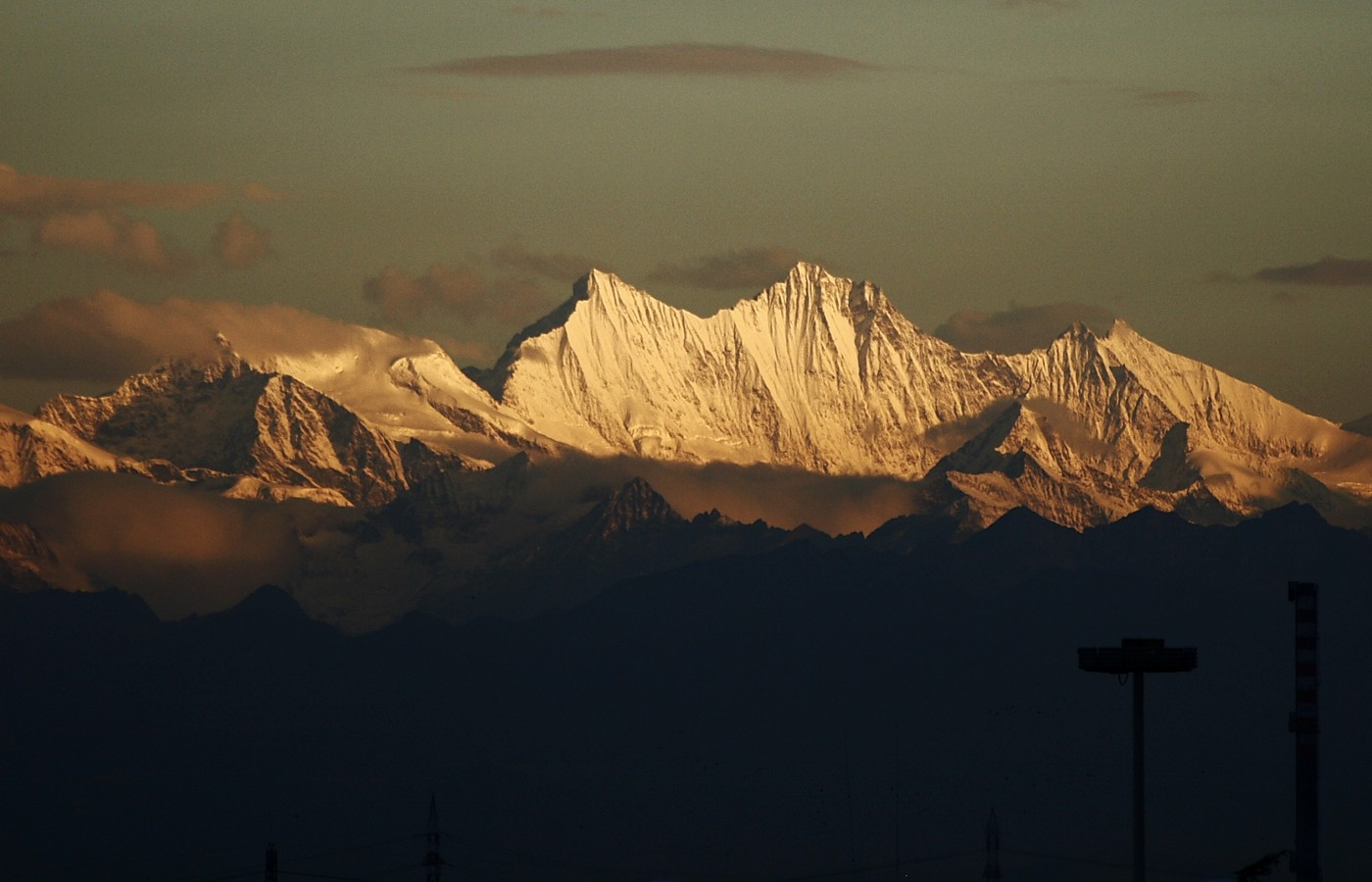
El Dom (la segunda y la más alta cima de la derecha), como se ve desde Milán con prismáticos.

## Primera ascensión
El primer ascenso al Dom se realizó el 11 de septiembre de 1858 por J.L. Davies, Johann Zumtaugwald, Hieronymous Brantschen y Johann Kronig. 

## Ascenso a la cima
La vía normal de ascenso se desarrolla sobre la cara norte de la montaña, y parte de la cabaña Dom (Domhütte) que está a 2940 m, a donde se llega en alrededor de 5 horas desde Randa (Mattertal) por sendero inclinado y rocas fáciles.
Del refugio se asciende por la morrena hasta el glaciar Festi (Festigletscher), recorriéndolo hasta el Festijoch ("Collado Festi", 3.723 m), un collado rocoso al que se accede con algún paso difícil. Son 2 horas y media desde el refugio.
Desde aquí se ofrecen dos posibilidades: ascender ligeramente sobre otro lado, para pisar el Hohberggletscher ("Glaciar Hohberg"), que se asciende fácilmente en alrededor de 3 horas y media a la cima. (PD-). O, con un recorrido ligeramente más breve e inclinado, se puede continuar por la cresta noroeste mixta (roca y nieve) desde el Festijoch hasta la cima (PD+).
A pesar de su modesta dificultad, la vía requiere buen entrenamiento y óptimas condiciones meteorológicas.

## Clasificación SOIUSA
Según la clasificación SOIUSA, el Dom pertenece:
- Gran parte: Alpes occidentales
- Gran sector: Alpes del noroeste
- Sección: Alpes Peninos
- Subsección: Alpes del Mischabel y del Weissmies
- Supergrupo: Macizo del Mischabel
- Grupo: Cadena del Mischabel p.d.
- Código: I/B-9.V-A.2